# Mânzălești (gmina)
Mânzălești – gmina w Rumunii, w okręgu Buzău. Obejmuje miejscowości Beșlii, Buștea, Cireșu, Ghizdita, Gura Bădicului, Jghiab, Mânzălești, Plavățu, Poiana Vâlcului, Satu Vechi, Trestioara, Valea Cotoarei i Valea Ursului. W 2011 roku liczyła 2591 mieszkańców.